# قلعه ناهوک
قلعه ناهوک مربوط به دوره قاجار است و در شهرستان سراوان، بخش جالق، روستای ناهوک واقع شده و این اثر در تاریخ ۳۰ تیر ۱۳۸۴ با شمارهٔ ثبت ۱۲۲۲۸ به‌عنوان یکی از آثار ملی ایران به ثبت رسیده است.